# Damastès de Sigée
Damastès (en grec ancien : Δαμάστης ; en latin : Dǎmastēs, -ae ou Damastus, -i) de Sigée est un historien et géographe grec du Ve siècle av. J.-C., contemporain d'Hérodote.

## Biographie
Fils d'un certain Dioxippos, Damastès est né à Sigée, une cité de Troade colonisée par Athènes à la fin du VIIe siècle av. J.-C.
D'après la Souda, il serait un disciple d'Hellanicos de Lesbos, avec lequel il est souvent cité. Cependant, d'après Porphyre de Tyr, Hellanicos aurait emprunté à Damastès et Hérodote plusieurs déclarations concernant les manières et la coutumes de nations étrangères.

## Œuvre
Selon la Souda, Damastès est l'auteur de plusieurs ouvrages :
- une Histoire de la Grèce (Perì tôn en Helládi genoménon) ;
- un Catalogue de peuples et des villes (Ethnon katalogos kai poleon), qui est probablement le même ouvrage que celui cité par Étienne de Byzance sous le titre simple Des peuples (Peri ethnon), ou Périple (Periplous) mentionné par Agathémère. C'était une description géographique et ethnographique du monde, qui empruntait beaucoup à Hécatée[4] ;
- un ouvrage Sur les poètes et les sophistes (Peri poieton kai sophiston), qui font de Damastès le premier écrivain à consacrer une monographie à l'histoire de la littérature ;
- un ouvrage Sur les enfants et les ancêtres de ceux qui avaient participé à la guerre de Troie (Peri goneon kai progonon ton eis Ilion strateusamenon), peut-être identique à la Généalogie des Grecs et des barbares qui ont combattu à Troie et comment chacun d'eux fini, attribué également à Polos d'Agrigente[5], un disciple de Gorgias.

Toutes ces œuvres sont perdues, à l'exception à l'exception d'une douzaine de fragments.
Ératosthène en fit une grande utilisation, pour laquelle il fut critiqué par Strabon, qui accordait peu de valeur aux avis de Damastès et le chargeait d'ignorance et de crédulité.
Il est un des premiers auteurs à mentionner l'existence de Rome et en particulier à transmettre un récit de sa fondation. 